# Envira
Envira é um município brasileiro localizado no interior do estado do Amazonas. Pertencente à Microrregião de Juruá e Mesorregião do Sudoeste Amazonense, situa-se a sudoeste de Manaus, capital do estado. Sua população estimada em 2021 pelo Instituto Brasileiro de Geografia e Estatística (IBGE) era de 20 748 habitantes. sendo então o 44º mais populoso do estado e o quarto de sua microrregião.
Na vegetação do município predomina o bioma amazônico.
Em 2010, a taxa de urbanização de sua população era de 64,63%. O   Índice de Desenvolvimento Humano (IDH) do município era de 0,509, considerado médio em relação ao estado. Situada em uma área de Floresta Amazônica, não há  acesso rodoviário a Envira. A ligação do município à capital e a municípios vizinhos é feita por via fluvial ou aérea.
O povoamento da região se deu no início do século XIX, com a chegada de nordestinos. O desenvolvimento do município ocorreu durante um grande período dado pelo Ciclo da Borracha.
Na área cultural, destaca-se principalmente pelo turismo, existindo diversos atrativos, como igrejas e praças, além de suas praias de água doce, ilhas, igarapés e lagos que formam a geografia municipal. Registram-se eventos culturais e tradicionais, como a festa do aniversário do município.

## História
A história do município de Envira, local onde era situado a antiga comunidade  Pacatuba,  pode ser descrita com a trajetória social e política de um povo de raízes nordestinas, com a participação de remanescentes indígenas e de alguns imigrantes de outros locais determinantes da cultura popular, condicionante de muitos hábitos e costumes típicos das atividades de exploração do látex e do "status" que no regime de arrendamento predominava nos seringais.
Datam de meados do século XIX, as penetrações pelo rio Juruá acima, chegando até a região onde se encontra a atual cidade de Envira. Em 13 de março de 1953, promovidas pelos desbravadores dos primeiros seringais nativos do ciclo da borracha, entre eles encontravam-se, Luiz Liberato de França (nascido em 23.03.1928 e falecido em 12.11.2017 ), na época foi designado pelo então prefeito nomeado, Renê Fernandes Levi para à escolha do local onde viria a ser a atual cidade de Envira, os antigos moradores locais podem ser lembrados pelo nome de Francisco das Chagas Mattos e José Geraldo Bernardo localizados na então Comunidade de Pacatuba . Desta época até o final da Segunda Guerra Mundial, quando cessou a vinda da última grande leva migratória dos conhecidos "soldados da borracha", os nordestinos representaram a principal força de trabalho e ocupação territorial da região, enquanto as populações indígenas foram gradativamente diminuindo, às margens do rio Tarauacá, afluente do Juruá. Nessa época a literatura registra referências aos índios Kulina, Canamaris, Cuaná, Curiqueares, Marauás, Catuquinas, Catauaixis e outros. 

### Primórdios

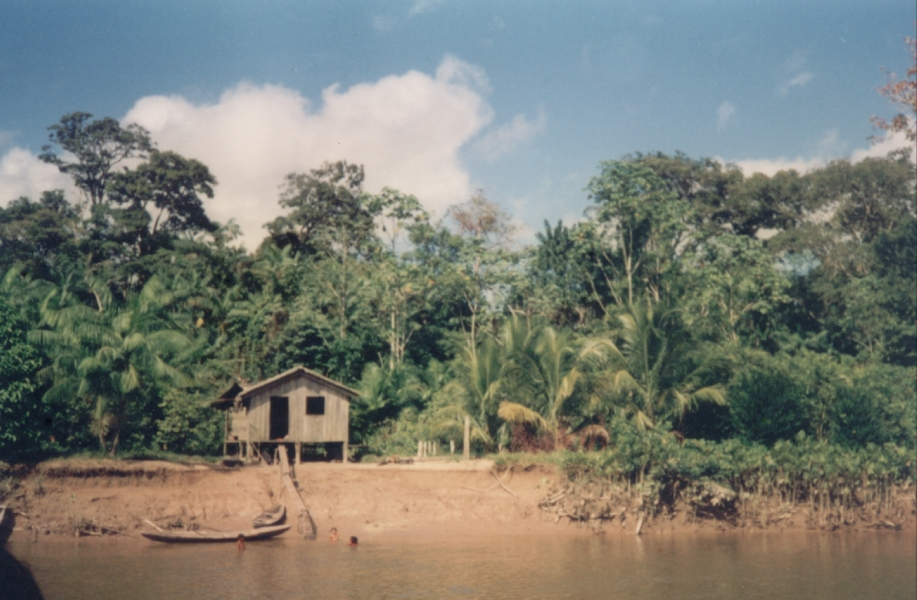
Casa de caboclo na beira do rio.

O período de povoação da Amazônia inicia-se entre os anos de 1580 a 1640, época em que Portugal e Espanha permaneceram sob uma só coroa, tendo os portugueses penetrado no vale amazônico, sem desrespeito oficial aos interesses espanhóis. A ocupação do lugar onde se encontra hoje o município de Manaus foi demorada, devido aos interesses comerciais portugueses, que não viam na região a facilidade em obter grandes lucros a curto prazo, pois era de difícil acesso e era desconhecida a existência de riquezas (ouro e prata).

### A Cabanagem
A Cabanagem foi um movimento político e um conflito social ocorrido entre 1835 e 1840 no Pará, envolvendo homens livres e pobres, sobretudo indígenas e mestiços que se insurgiram contra a elite política e tomaram o poder. A entrada da Comarca do Alto Amazonas (hoje Manaus, a qual foi o berço do manifesto na Amazônia Ocidental) na Cabanagem foi fundamental para o nascimento do atual estado do Amazonas. Durante o período da revolução, os cabanos da Comarca do Alto Amazonas desbravaram todo o espaço do estado onde houvesse um povoado, para assim conseguir um número maior de adeptos ao movimento, ocorrendo com isso uma integração das populações circunvizinhas e formando assim o estado.

### O período áureo da borracha

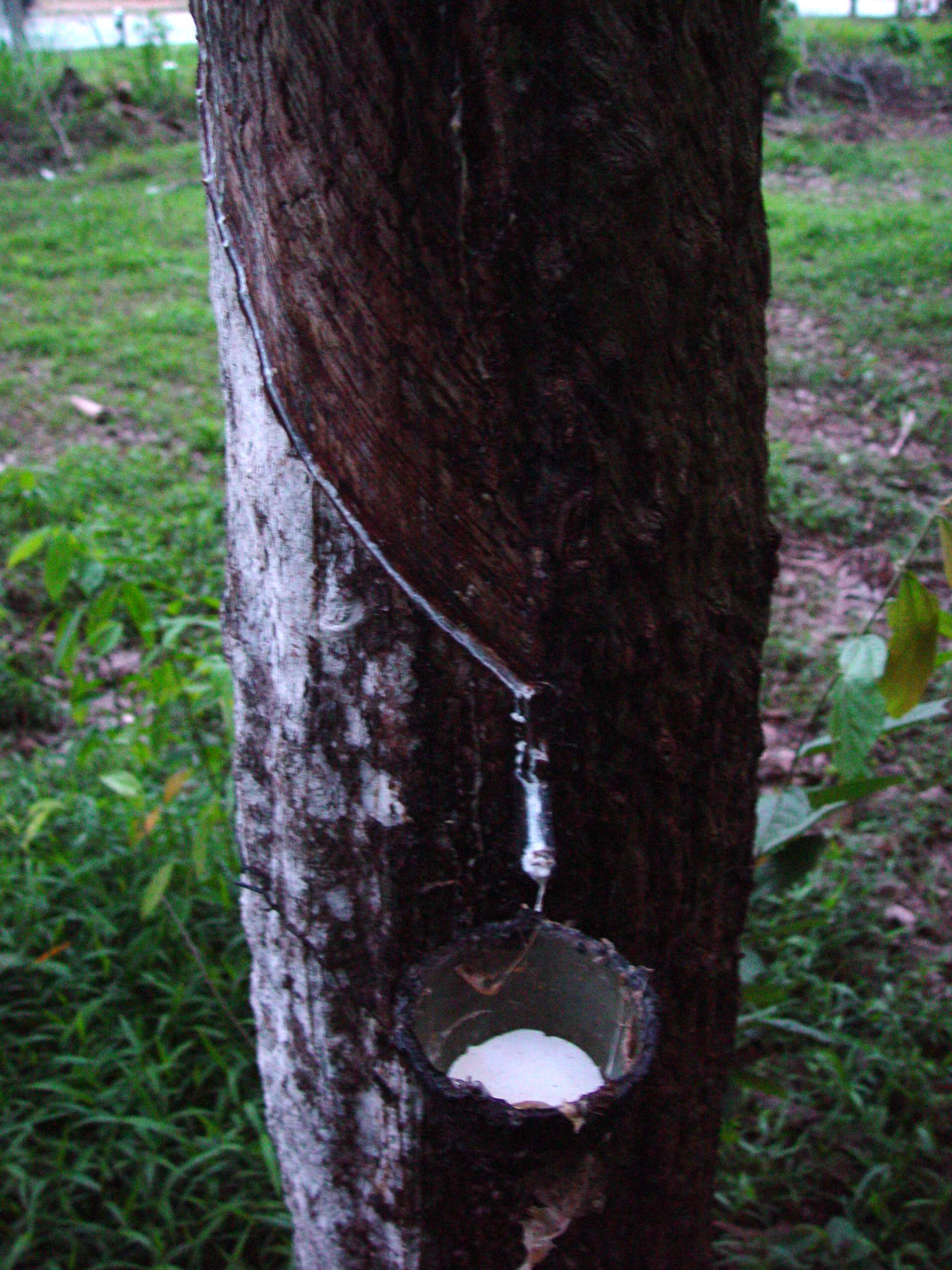
Extração de látex da seringueira.

O Ciclo da borracha constituiu uma parte importante da história econômica e social do Brasil e de Envira, estando relacionado com a extração e comercialização da borracha. Este ciclo teve o seu centro na região amazônica, proporcionando grande expansão da colonização, atraindo riqueza e causando transformações culturais e sociais, além de dar grande impulso às cidades de Manaus, Rio Branco e Belém, até hoje maiores centros e capitais de seus Estados, Amazonas, Acre e Pará, respectivamente. No mesmo período foi criado o Território Federal do Acre, atual Estado do Acre, cuja área foi adquirida da Bolívia por meio de uma compra por 2 milhões de libras esterlinas em 1903. O ciclo da borracha viveu seu auge entre 1879 a 1912, tendo depois experimentado uma sobrevida entre 1942 e 1945 durante a II Guerra Mundial (1939-1945).
Após a Segunda Guerra Mundial, a Amazônia passou a integrar o processo de desenvolvimento nacional. A criação do Instituto Nacional de Pesquisa da Amazônia (INPA) em 1952, a implantação das agências de desenvolvimento regional como a Superintendência de Desenvolvimento da Amazônia (SUDAM) em 1966 e a Zona Franca de Manaus, em 1967, passaram a contribuir no povoamento da região e na execução de projetos voltados para a região.
Foi o extrativismo da borracha que impulsionou o grande crescimento da cidade de envira.

## População
| Crescimento populacional: | 2002 a 2009 |
| Ano                       | Habitantes  |
| 2002                      | 19.797      |
| 2003                      | 20.100      |
| 2004                      | 13.312      |
| 2005                      | 13.548      |
| 2006                      | 13.746      |
| 2007                      | 16.438      |
| 2008                      | 17.850      |
| 2014                      | 18.422      |

### IDH
De acordo com o PNDU, em 2000 o IDH do município era de 0,513.

## Geografia
Localiza-se na microrregião de Juruá, mesorregião do Sudoeste Amazonense. A população do município em 2016 estimada pelo Instituto Brasileiro de Geografia e Estatística (IBGE) era de 19 143 habitantes. sendo então o 40º mais populoso do estado e o quarto de sua microrregião.  e 13.381 km².Limita-se com as cidades de Eirunepé, Pauini, e com os municípios do Acre de Feijó e Tarauacá.

### Vegetação

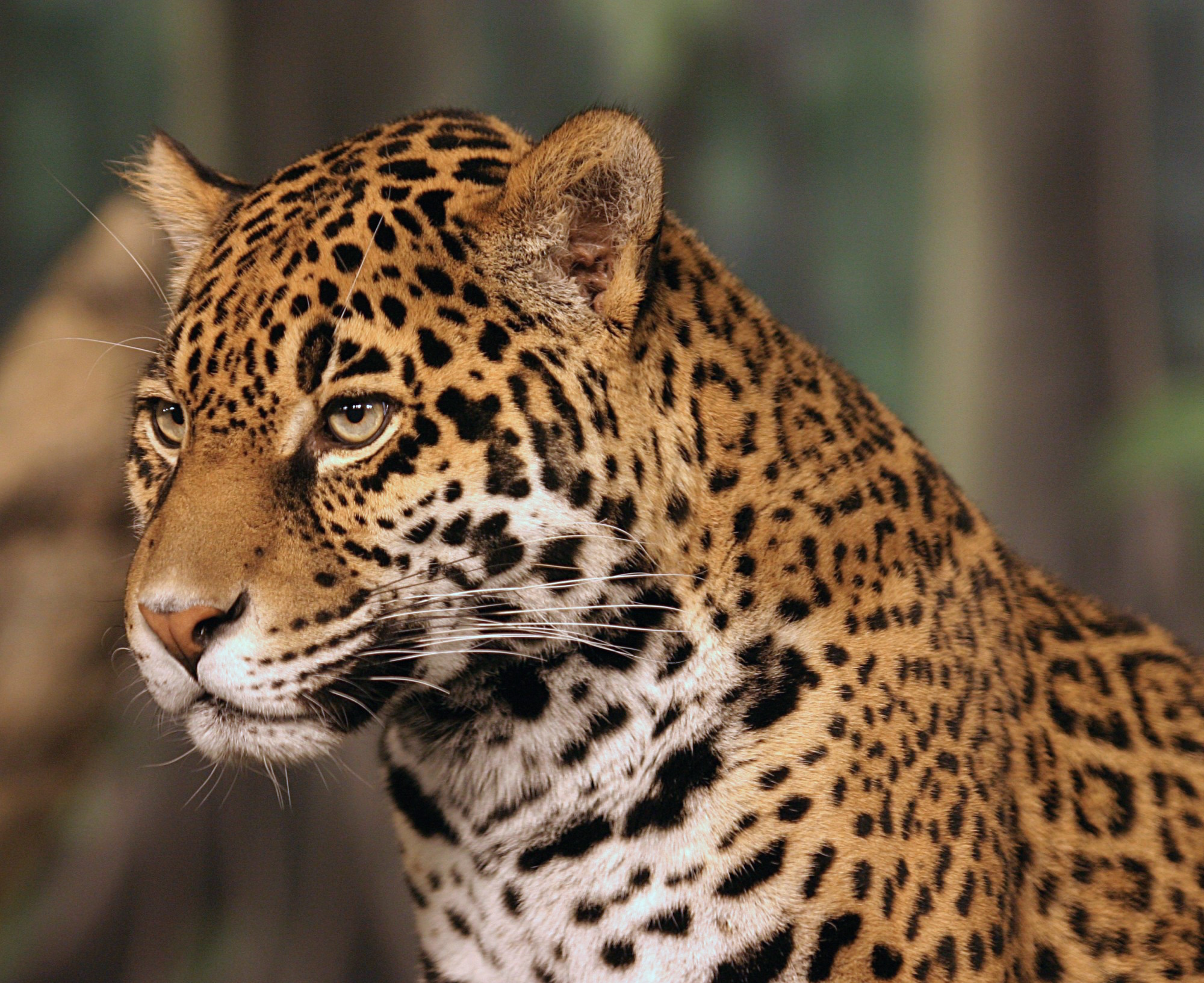
A onça-pintada é um mamífero típico da Amazônia brasileira.

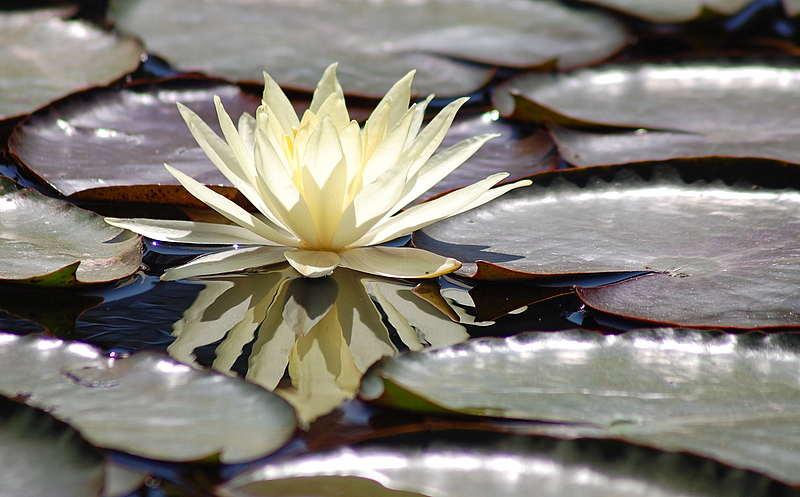
A Vitória-Régia.

Como em todo o Amazonas, sobressaem matas de terra firme, várzea e igapós. Toda essa vegetação faz parte da extensa e maior floresta tropical úmida do mundo: a Hileia Amazônica. Os solos são  de terra firme - do tipo lateríticos: solos vermelhos das zonas úmidas e quentes, cujos elementos químicos principais são hidróxido de alumínio e ferro, propícios à formação de bauxita e, portanto, pobres para agricultura. Solos de várzea são os mais férteis da região. São solos jovens, que periodicamente são enriquecidos de material orgânico e inorgânico, depositados durante a cheia dos rios. A flora do estado apresenta uma grande variedade de vegetais medicinais, dos quais se destacam andiroba, copaíba e aroeira. São inúmeras as frutas regionais e entre as mais consumidas e comercializadas estão: guaraná, açaí, cupuaçu, castanha-do-brasil (castanha-do-pará), camu-camu, pupunha, tucumã, buriti e taperebá.

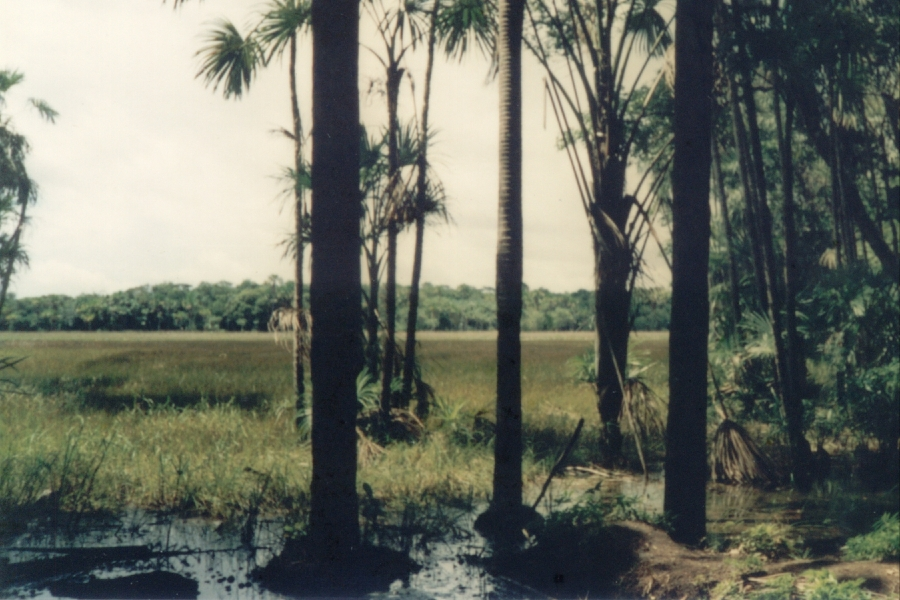
Vegetação típica da Amazônia.

O Amazonas tem 98% da sua área florestal intacta, pois sua vocação econômica foi desviada para outras atividades a partir da reorganização e ampliação da Zona Franca de Manaus em 1967. Os governos têm procurado incentivar o chamado desenvolvimento sustentável, voltando-se para a preservação do legado ecológico. Existe um esforço para manter os projetos agropecuários dentro dos limites da preservação ambiental, enquanto que a valorização do manejo da floresta como fonte de renda contribuiu para que o Amazonas enfrentasse o desafio de reduzir o desmatamento em 21% em 2003, segundo o Instituto Nacional de Pesquisas Espaciais - INPE.

### Recursos naturais
São bem importantes a flora e a fauna do município, principalmente a primeira, na qual sobressaem a seringueira e madeiras,   como o aguano (Swietenia macrophylla) e o cedro. Na segunda citam-se, por exemplo: onça, maracajá, queixada e capivara.

### Hidrografia
Os rios que passam por Envira são:

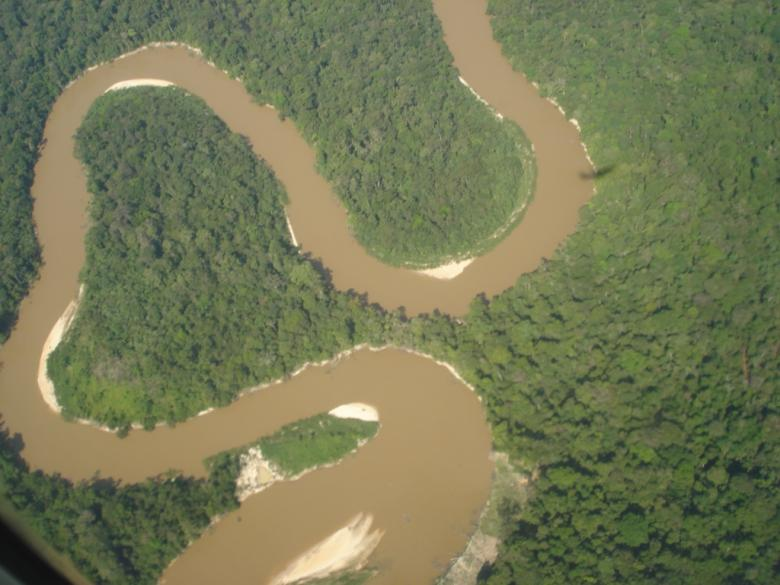
Rio Juruá.

- Rio Juruá  é um rio de águas barrentas, navegáveis e piscosas. Seu nome Juruá, de origem indígena, é uma derivação do nome "Yurá", usado pelos indígenas que habitavam suas margens. O Juruá nasce no Peru e, com mais de 3 mil quilômetros de extensão, está entre os 10 maiores do planeta. É considerado um rio novo e rico em sais minerais. Suas margens, após as vazantes, são utilizadas pelos ribeirinhos ou "barranqueiros" para o plantio de produtos agrícolas, como  feijão, milho, batata, melancia e outros. Os afluentes do Juruá são o

Tarauacá, o Gregório e o  Tejo. Suas águas caudalosas e barrentas têm dois períodos distintos:  o inverno, especialmente de dezembro a maio, que é a época das enchentes, quando o rio  invade todas as terras baixas; e o período de verão, de junho a novembro, quando suas águas baixam de tal maneira que os barcos e balsas de maior porte não conseguem chegar a Envira.
Há uma grande quantidade de lagos espalhados pelo município, localizados, quase sempre, próximos ao Rio Juruá ou a seus afluentes. O aspecto e a largura que apresentam são semelhantes aos dos cursos d'água que passam nas proximidades. Medem, aproximadamente, 6 km de extensão e são, geralmente, piscosos.
- Rio Tarauacá, afluente de margem direita do  rio Juruá, rio brasileiro que banha os estado do Acre e Amazonas. O rio Envira, importante afluente do Tarauacá, tem sua foz localizada no município.

## Formação administrativa
- Nos quadros de apuração do recenseamento geral de 1920, entre os distritos do município de Eirunepé figura o da foz do Embira (Envira). Posteriormente, esse distrito como os demais daquele município, com exceção do distrito sede, foram extintos.
- Pela lei estadual nº 096 de 19 de Dezembro de 1955, foi criado o município autônomo de Envira, desmembrado do município de Eirunepé e parte do município de Carauari, constituído de seus distritos denominados Foz do Murú, Foz do Envira, parte da Foz Taraucá e Foz do Cujubim.[10]

## Economia
|                                                                                 |        |
| \| Serviços \| 77,3 % \| \| Agropecuária \| 12,3 % \| \| Indústria \| 10,4 % \| |        |
| Serviços                                                                        | 77,3 % |
| Agropecuária                                                                    | 12,3 % |
| Indústria                                                                       | 10,4 % |

A economia é baseada na agricultura e pecuária, sendo autossuficiente em ambas. Observa-se também um razoável crescimento nos serviços.
| Ano          | PIB (R$ 1000) | PIB per capita (R$) |
| ------------ | ------------- | ------------------- |
| 2003         | 41 343        | 2 057               |
| 2004         | 37 686        | 2 831               |
| 2005         | 37 724        | 2 785               |
| 2006         | 48 978        | 3 563               |
| 2007         | 52 304        | 3 182               |
| Fonte: IBGE. |               |                     |

### Setor primário
- Agricultura: destaque para a cultura temporária de mandioca, arroz, milho, cana-de-açúcar, feijão e batata-doce. Culturas permanentes: banana, cupuaçu, café, citros, abacaxi, etc. Com potencial agrícola acentuado, pelas suas terras férteis, o município já exporta excedentes de arroz, milho farinha e banana.[13]
- Pecuária: em franco desenvolvimento nas áreas adjacentes às principais estradas vicinais do município. A produção leiteira é crescente, com produção de derivados do leite.[13]
- Pesca: com representatividade econômica limitada pela forma artesanal da pesca e infra-estrutura de apoio. No entanto, além de garantir, em conjunto com a farinha, a dieta alimentar da maioria absoluta da população, gera excedentes para os municípios vizinhos de Tarauacá (AC) e Feijó (AC). Tende a um incremento sensível a partir da implantação de nova infra-estrutura frigorífica e geleira.
- Extrativismo vegetal: voltado para extração de madeira, com atendimento da demanda local e pequena exportação. Em menor escala, atividades remanescentes da exploração do látex, coleta de cacau nativo, plantas medicinais e aproveitamento do açaí, buriti, abacaba, andiroba, copaíba, e outros produtos naturais com fins de consumo familiar e do mercado da sede municipal.
- Avicultura: com bases domésticas para o consumo familiar, em fase de expansão com fins de abastecimento da sede através da implantação de módulos de criação intensiva.
- Piscicultura: cerca de 30 pequenos açudes, construídos no período de 1990 a 1995, representam o início promissor da piscicultura local, ainda com pouca representatividade econômica.[13]

### Setor secundário
- Indústrias: usinas de beneficiamento de arroz, serrarias, olarias, marcenaria e sorveteria.[13]

### Setor terciário
- Comércio: varejista e atacadista.
- Serviços: serviços públicos, hotéis, pensões, restaurantes, pensão alimentícia, lanchonetes, clubes dançantes, bares, mercados, feiras e borracharias.

O município tem quatro escolas estaduais, sendo que só uma oferece ensino médio.

#### Turismo

##### Beleza cênica
O município possui igarapés e lagos, além do próprio rio que  banha a sede do município, em cujas águas podem ser encontrados os mais belos matupás, salientando-se a vitória-régia.

##### Folclore

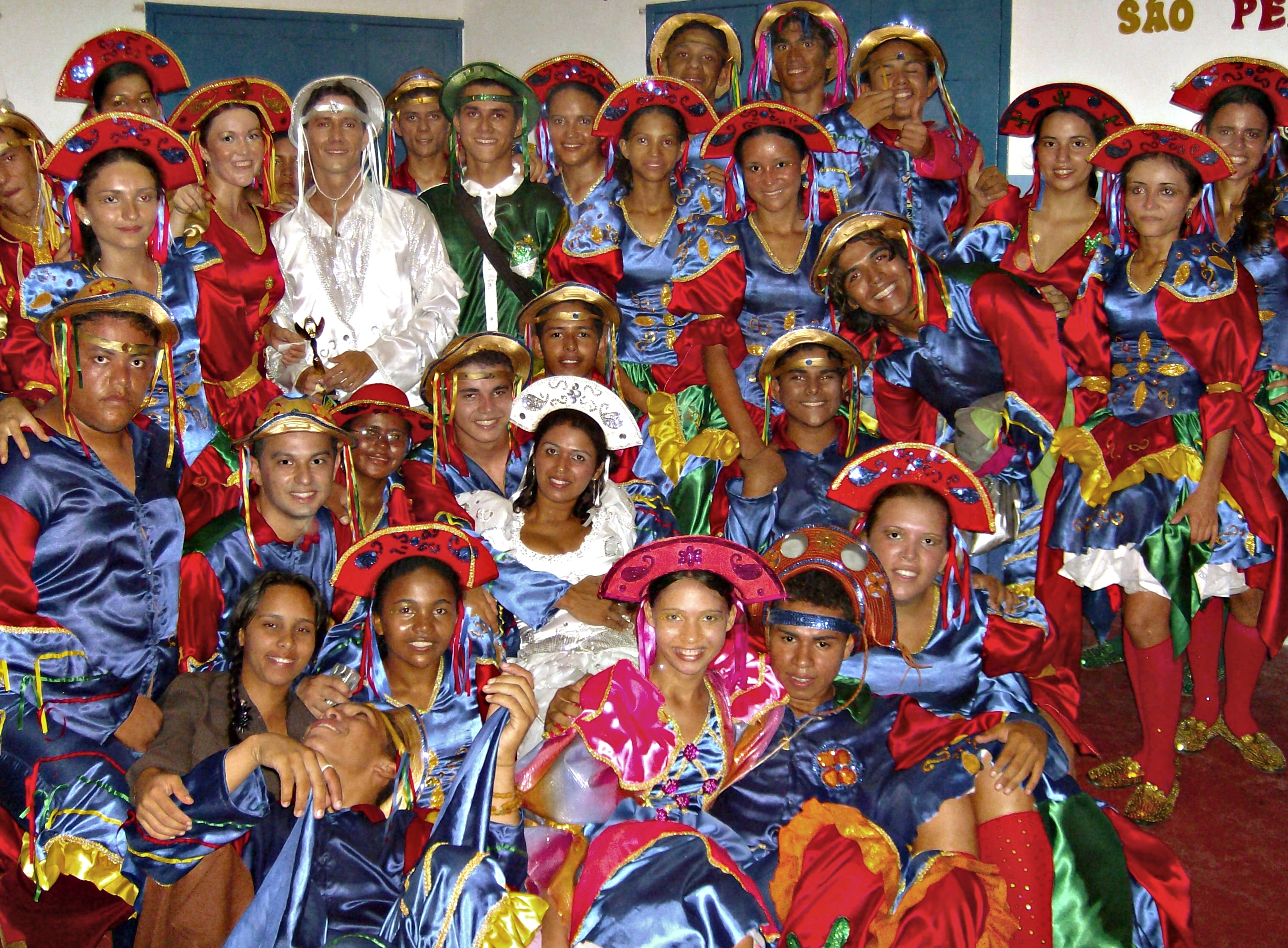
Personagens da Festa Junina.

O calendário de comemorações de festas de Envira prevê: 
- Nossa Senhora do Perpétuo Socorro (junho)[13]
- São Francisco de Assis (setembro/outubro) [13]
- Boi-bumbá (junho)[13]
- Quadrilha (junho) [13]
- Dança do tipiti (junho) [13]
- Pastorinhas (junho)[13]

##### Culinária envirense

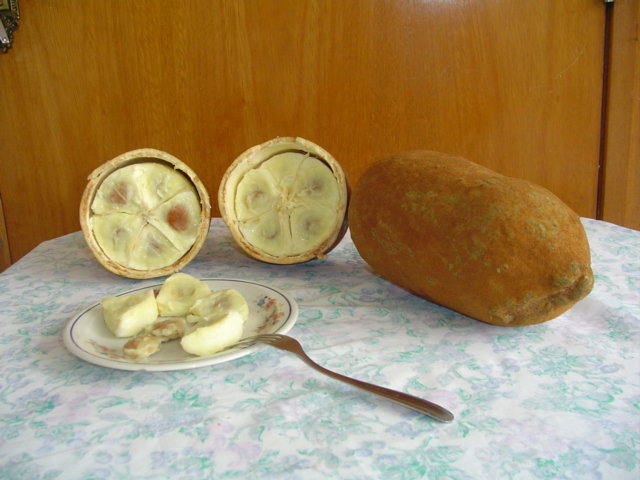
Cupuaçu, fruta típica da Amazônia.

A culinária envirense tem forte influência indígena. Entre as frutas, destacam-se: açaí, bacaba, cupuaçu, castanha-do-pará, bacuri, pupunha, tucumã, muruci, piquiá e taperebá.«Culinária Nortista». Consultado em 5 de maio de 2010. Arquivado do original em 21 de maio de 2011</ref> Cerca de 14% de sua população consome proteína animal (peixe) por dia.
A culinária envirense é caracterizada pela utilização de uma grande variedade de peixes provenientes da própria bacia do rio Juruá. Entre os destaques, podemos encontrar o "pirarucu de casaca" feito com  pirarucu e banana pacovã, o tambaqui grelhado, ou a famosa caldeirada de tambaqui, muito popular entre os habitantes. Outros peixes, como pacu, matrinchã, curimatá e jaraqui, também são de grande apreço da população. Dentre as cidades acreanas, Envira é uma das  que apresentam maior consumo de proteína animal (peixe). Cerca de 14% de sua população consome  peixe todos os dias.

## Transportes
Em todo o Estado do Acre, o transporte é basicamente fluvial. Os principais rios  do Acre (Juruá, Tarauacá, Envira, Purus, Iaco e Acre) são navegáveis, sobretudo nas cheias. O projeto de estrada que liga Envira à Feijó, no Acre está em constante estado de reparação.
O município de Envira é ligado por uma estrada improvisada  à comunidade  Vila União, no município vizinho de Eirunepé. De lá se faz o trajeto de barco que dura mais ou menos 2 horas.

## Comunicações
A cidade de Envira dispõe de três rádios locais  - Radio Interativa FM, Envira FM e Boas Novas FM, porém todas foram fechadas pela ANATEL em 2016 devido as mesmas não estarem legalizadas ao órgão. Dispõe também de duas emissoras de televisão: TV Amazonas (Tv Globo), operando no canal 8 UHF, e Band Amazonas (Band), operando no canal 12.1 Digital.
Na comunicação móvel a cidade conta com o serviço das operadoras TIM, VIVO, CLARO e CORREIOS CELULAR, ambas fornecendo internet móvel 4G, com exceção da VIVO.
A cidade não conta com serviços de internet banda larga residencial, este serviço é feito por pequenas empresas que distribuem o sinal através de sinal de rádio com baixa velocidade, chegando ao máximo de 550kbps de velocidade.